# Tabloide

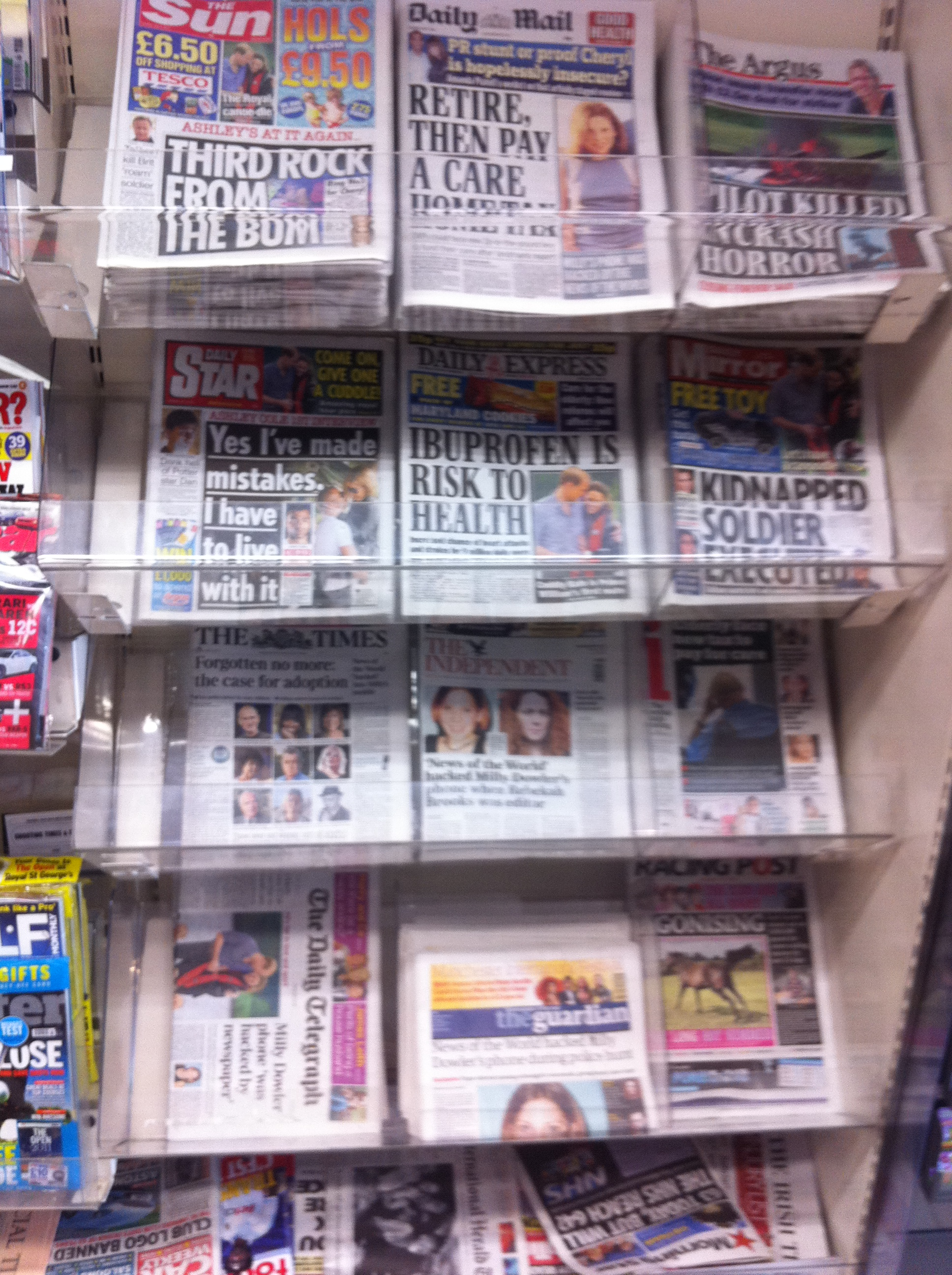
Tabloides británicos.

El tabloide es un tipo de periódico con dimensiones menores que las ordinarias, que contiene fotograbados informativos. Usualmente su formato es de 432 × 279 mm.

## Formato
Este formato de periódico es utilizado porque, en comparación con los formatos de hoja grande (600 × 380 mm) y el formato berlinés (470 × 315 mm), el formato tabloide es más práctico para la lectura. Entre los periódicos que utilizan este formato se encuentran los diarios ABC, La Razón o SUR, de España; La Jornada, de México, El Espectador, de Colombia; La Nación, de Paraguay; Clarín o La Capital, de Argentina; La Cuarta, El Mercurio de Antofagasta o Las Últimas Noticias, de Chile; El Deber de Bolivia; el Bild-Zeitung, de Alemania, entre otros.
Muchos diarios han cambiado de formato grande a tabloide en los últimos años por mayor comodidad para la lectura. El formato tabloide puede o no estar engrapado.

## Tabloides sensacionalistas
Se utiliza el mismo término «tabloide» para referirse también a una publicación sensacionalista o considerada poco rigurosa. Esto se debe a que los primeros periódicos sensacionalistas aparecieron precisamente con formato tabloide. Con el paso del tiempo, los tabloides de tipo sensacionalista empezaron también a utilizar otros tipos de formato, mientras que varios periódicos serios adoptaron formato tabloide.
Aunque diversos tabloides se definen a sí mismos como publicaciones serias, no existe un concepto formal para definir la seriedad de una publicación. Sin embargo, existen algunas características que los tabloides sensacionalistas tienen en común. Entre otras:
- El exceso de colores en las páginas y poca uniformidad en la tipografía. Por ejemplo, The Sun.[3]
- La temática de sus noticias. Utilizan poca cobertura sobre temas de economía y política internacional, y por el contrario artículos sobre celebridades, deportistas, familias reales tienen mayor prioridad. Tal es el caso de The Sun y el National Enquirer.
- El tamaño de sus fotografías. Generalmente este tipo de publicaciones presentan fotografías de un tamaño muy grande en comparación al tamaño de las páginas, por eso se habla de que existe una desproporción; esto reduce la capacidad en el texto. Por ejemplo: Bild-Zeitung.